# Rio Groapa Văii
O Rio Groapa Văii é um rio da Romênia, afluente do Valea Mare, localizado no distrito de Covasna.